# Paul Loeper

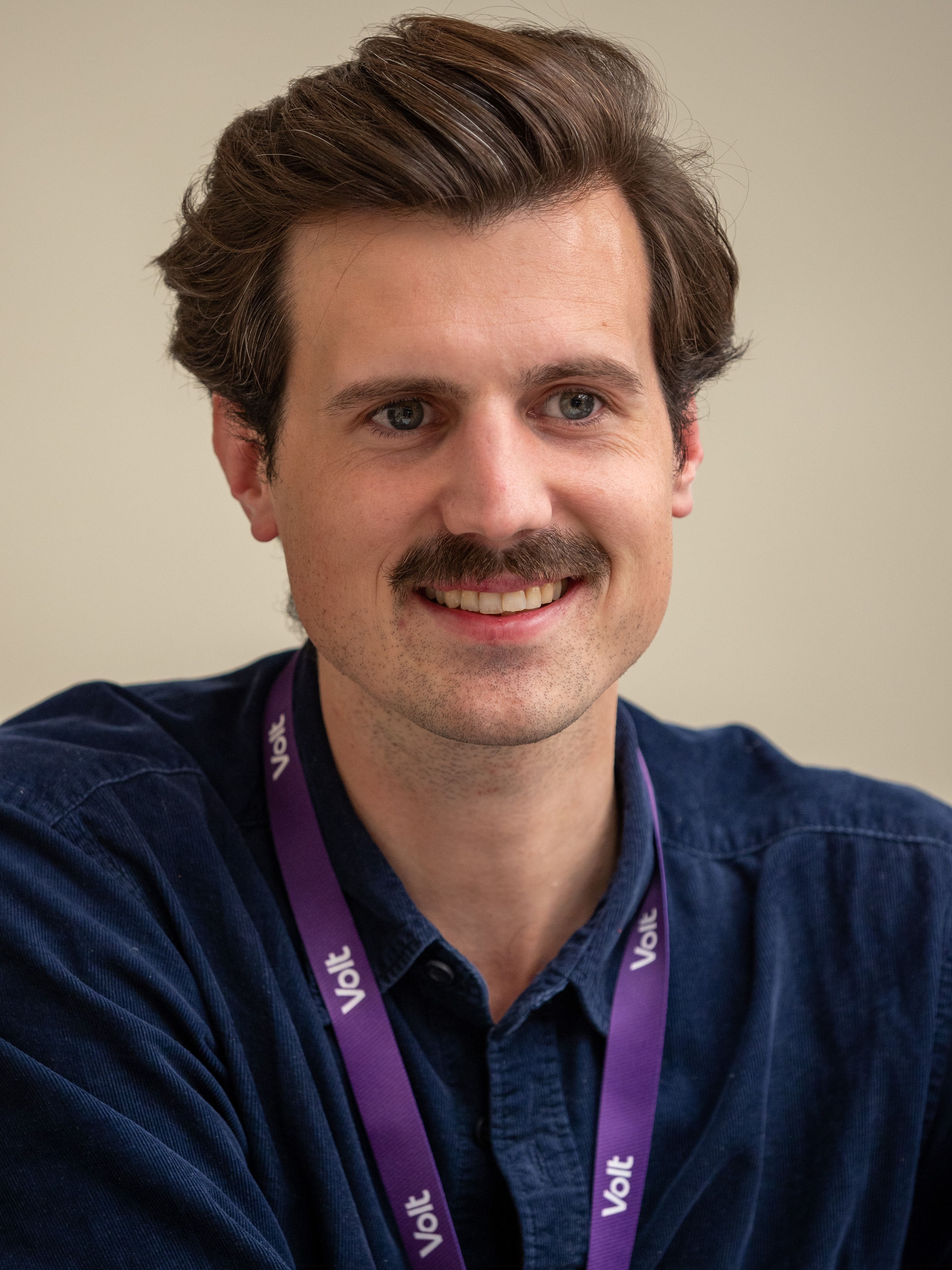
Paul Loeper, 2021

Paul-Johann Georg von Loeper (* 20. August 1989 in Hannover) ist ein deutscher Politiker (Volt). Zusammen mit Friederike Schier war er von September 2019 bis Dezember 2021 Parteivorsitzender von Volt Deutschland. Von Loeper kandidierte bei der Bundestagswahl am 26. September 2021 auf Listenplatz 2 des Berliner Landesverbandes und als Direktkandidat für den Wahlkreis 76 – Berlin-Pankow. Er setzt sich besonders für grenzübergreifende europäische Politik ein. Darüber hinaus thematisierte er im Wahlkampf immer wieder die Bildungspolitik und setzt sich für individuelles Lernen und Verwaltungsreformen ein.

## Werdegang
Paul von Loeper wuchs in Hannover auf. Nach dem Abitur absolvierte er von 2009 bis 2010 seinen Grundwehrdienst beim Gebirgsjägerbataillon 233. Anschließend studierte er von 2010 bis 2015 Betriebswirtschaftslehre an der Freien Universität Berlin mit einem Auslandsaufenthalt an der Universidad Carlos III. de Madrid. Danach absolvierte er einen Master in „Global Security“ an der Glasgow University. Außerdem ist er seit 2018 ausgebildeter Community Organizer.
Vor seiner politischen Laufbahn war Paul von Loeper während und nach seinem Studium als Projektassistent bei der Deutschen Afrika Stiftung, als Public Affairs Assistent beim Afrika-Verein der deutschen Wirtschaft sowie während eines Praktikum im Auswärtigen Amt im Referat für Internationale Wirtschafts-, Handels- und Finanzpolitik tätig. Paul von Loeper ist ledig ohne Kinder; er lebt und arbeitet in Berlin.

## Politische Arbeit
Paul von Loeper trat im April 2017 der frisch gegründeten politischen Bewegung Volt Europa bei. Damit wollte er einen Beitrag gegen Hass und Angst leisten, mit welchen er während der Erstellung seiner Masterarbeit über digitale Propaganda konfrontiert gewesen war. Er betrachtet es als seine Aufgabe, Menschen dabei zu unterstützen selbst politisch aktiv zu werden. Dabei sieht er die Zukunft der politischen Parteien in der Kombination von Parteien und Bewegungen, um die Nachteile beider Organisationsformen auszugleichen und den Menschen einen schnellen und niedrigschwelligen Einstieg in die Politik zu ermöglichen.
Beim Aufstellungsparteitag der politischen Partei Volt Deutschland im März 2018 wurde er zunächst als Schatzmeister und als Mitglied des ersten Bundesvorstandes von Volt Deutschland gewählt. Im April 2018 wurde er kommissarischer Generalsekretär gemeinsam mit Friederike Schier. Während des Europawahlkampfs ging von Loeper im Zuge dieser ehrenamtlichen Stelle primär der Tätigkeit des Kampagnen- und Community Organizing nach. Bei der Europawahl 2019 gewann die Partei Volt Deutschland mit Damian Boeselager einen Sitz im Europäischen Parlament.
Ab September 2019 ist Paul von Loeper gemeinsam mit Friederike Schier Ko-Vorsitzender der Partei Volt Deutschland. Im Oktober 2020 wurde von Loeper in den Vorstand der Europäischen Bewegung Deutschland gewählt.
Zur Bundestagswahl 2021 wurde Paul von Loeper vom Landesverband Volt Berlin als Direktkandidat in Berlin-Pankow und als Teil des Spitzenduos der Berliner Landesliste gemeinsam mit Valerie Sternberg-Irvani aufgestellt. In seinem Wahlkreis erhielt er 1290 Erststimmen (0,7 %). Im Wahlkampf sprach er sich für eine Absenkung der Prozenthürde für die Bundestagswahl auf 3 % aus und kritisierte, dass europäische Themen und die Frage nach der Zukunft Europas im Wahlkampf keine Rolle gespielt hätten. Er argumentierte, dass europäische Parteien und europäische Politik gerade heute auch in nationalen Parlamenten wichtig seien, da dort die Zukunft Europas und seiner Menschen entschieden werde. Wesentlich für den zukünftigen Erfolg der Partei sieht er eine Differenzierung der Parteimitglieder und eine erfolgreiche Arbeit auf lokaler Ebene, die auch auf regionaler Ebene einen Durchbruch ermöglichen würde.
Da von Loeper bereits zwei Mal in den deutschen Volt-Vorstand gewählt wurde, durfte er an der turnusmäßigen Vorstandswahl im Dezember 2021 wegen einer vierjährigen Abkühlphase nicht erneut antreten.